# Liste der Kulturdenkmale in Kampen (Sylt)
In der Liste der Kulturdenkmale in Kampen (Sylt) sind alle Kulturdenkmale der schleswig-holsteinischen Gemeinde Kampen (Sylt) (Kreis Nordfriesland) und ihrer Ortsteile aufgelistet (Stand: 10. März 2025).

## Legende
In den Spalten befinden sich folgende Informationen:
- Objekt-ID: die Nummer des Kulturdenkmales
- Lage: die Adresse des Kulturdenkmales und die geographischen Koordinaten. Kartenansicht, um Koordinaten zu setzen. In der Kartenansicht sind Kulturdenkmale ohne Koordinaten mit einem roten Marker dargestellt und können in der Karte gesetzt werden. Kulturdenkmale ohne Bild sind mit einem blauen Marker gekennzeichnet, Kulturdenkmale mit Bild mit einem grünen Marker.
- Offizielle Bezeichnung: Bezeichnung des Kulturdenkmales
- Beschreibung: die Beschreibung des Kulturdenkmales
- Bild: ein Bild des Kulturdenkmales

## Bauliche Anlagen
| Objekt-ID      | Lage                                             | Offizielle Bezeichnung                         | Beschreibung | Bild                             |
| -------------- | ------------------------------------------------ | ---------------------------------------------- | --- | -------------------------------- |
| 1424 Wikidata  | Alte Dorfstraße 2 (54° 57′ 11″ N, 8° 20′ 36″ O)  | Uthländisches Haus „Reimert Hansen“            | Alteintragung (Aktualisierung vorgesehen) - Begründung: Alteintragung (Aktualisierung vorgesehen) - Schutzumfang: Alteintragung (Aktualisierung vorgesehen) - Denkmaltyp: Bauliche Anlage | BW                               |
| 1425 Wikidata  | Brönshooger Weg 10 (54° 56′ 46″ N, 8° 20′ 26″ O) | Leuchtturm Rote Kliff mit Nebengebäuden        | 1856 wurde der Leuchtturm auf dem höchstgelegenen Punkt der Insel, dem Roten Kliff, in Betrieb genommen. Alteintragung (Aktualisierung vorgesehen) - Begründung: Alteintragung (Aktualisierung vorgesehen) - Schutzumfang: Alteintragung (Aktualisierung vorgesehen) - Denkmaltyp: Bauliche Anlage                                                                            | weitere Fotos \| Fotos hochladen |
| 28056          | Fennenweg 3 (54° 57′ 27″ N, 8° 21′ 28″ O)        | Gästehaus „Waterküken“                         | Gästehaus „Waterküken“; 1933–1934, Architekt Walther Baedeker; kleiner freistehender Backsteinbau auf gerundetem Grundriss, reetgedecktes Walmdach; im Innern offener, kaum gegliederter Wohnraum, mit Schlafboden - Begründung: geschichtlich, künstlerisch, Kulturlandschaft prägend - Schutzumfang: gesamtes Objekt - Denkmaltyp: Bauliche Anlage                          | BW                               |
| 1431 Wikidata  | Hauptstraße 6 (54° 57′ 12″ N, 8° 20′ 34″ O)      | Uthländisches Haus, ehem. Armenhaus            | Uthländisches Haus, ehem. Armenhaus; auf 17. Jh. zurückgehend; Backsteinbau mit reetgedecktem Halbwalmdach und Ladeluke, Eingang an Längsseite, historische Gartenfläche mit Steinwällen - Begründung: geschichtlich, städtebaulich, Kulturlandschaft prägend - Schutzumfang: Uthländisches Haus, ehem. Armenhaus, Gartengrundstück, Steinwälle - Denkmaltyp: Bauliche Anlage | BW                               |
| 1427 Wikidata  | Jürgen-Kamp-Wai 1 (54° 57′ 13″ N, 8° 20′ 38″ O)  | Uthländisches Haus, erw. („Alte Strandvogtei“) | Alteintragung (Aktualisierung vorgesehen) - Begründung: geschichtlich, städtebaulich - Schutzumfang: gesamtes Äußeres - Denkmaltyp: Bauliche Anlage | BW                               |
| 1434 Wikidata  | Jürgen-Kamp-Wai 2 (54° 57′ 12″ N, 8° 20′ 42″ O)  | Uthländisches Haus („Lüerhof“)                 | Alteintragung (Aktualisierung vorgesehen) - Begründung: geschichtlich, künstlerisch, städtebaulich, Kulturlandschaft prägend - Schutzumfang: Uthländisches Haus „Lüerhof“, - Denkmaltyp: Bauliche Anlage | BW                               |
| 28102 Wikidata | Lister Straße (54° 57′ 57″ N, 8° 20′ 16″ O)      | Quermarkenfeuer                                | Alteintragung (Aktualisierung vorgesehen) - Begründung: geschichtlich, wissenschaftlich, Kulturlandschaft prägend - Schutzumfang: gesamtes Objekt - Denkmaltyp: Bauliche Anlage | weitere Fotos \| Fotos hochladen |
| 1435 Wikidata  | Sjip-Wai 2 (54° 57′ 12″ N, 8° 20′ 41″ O)         | Uthländisches Haus („Weißes Haus“)             | Alteintragung (Aktualisierung vorgesehen) - Begründung: Alteintragung (Aktualisierung vorgesehen) - Schutzumfang: Alteintragung (Aktualisierung vorgesehen) - Denkmaltyp: Bauliche Anlage | BW                               |
| 1423 Wikidata  | Wuldeweg 1 (54° 57′ 8″ N, 8° 20′ 40″ O)          | Uthländisches Haus, erw. („Haus Scharff“)      | Alteintragung (Aktualisierung vorgesehen) - Begründung: geschichtlich, städtebaulich - Schutzumfang: gesamtes Objekt - Denkmaltyp: Bauliche Anlage | BW                               |

## Quelle
- Landesamt für Denkmalpflege Schleswig-Holstein: Denkmalliste Nordfriesland S. 61–62, Stand 23. Februar 2017, abgerufen am 17. März 2017